# Đánh cá bằng xung điện

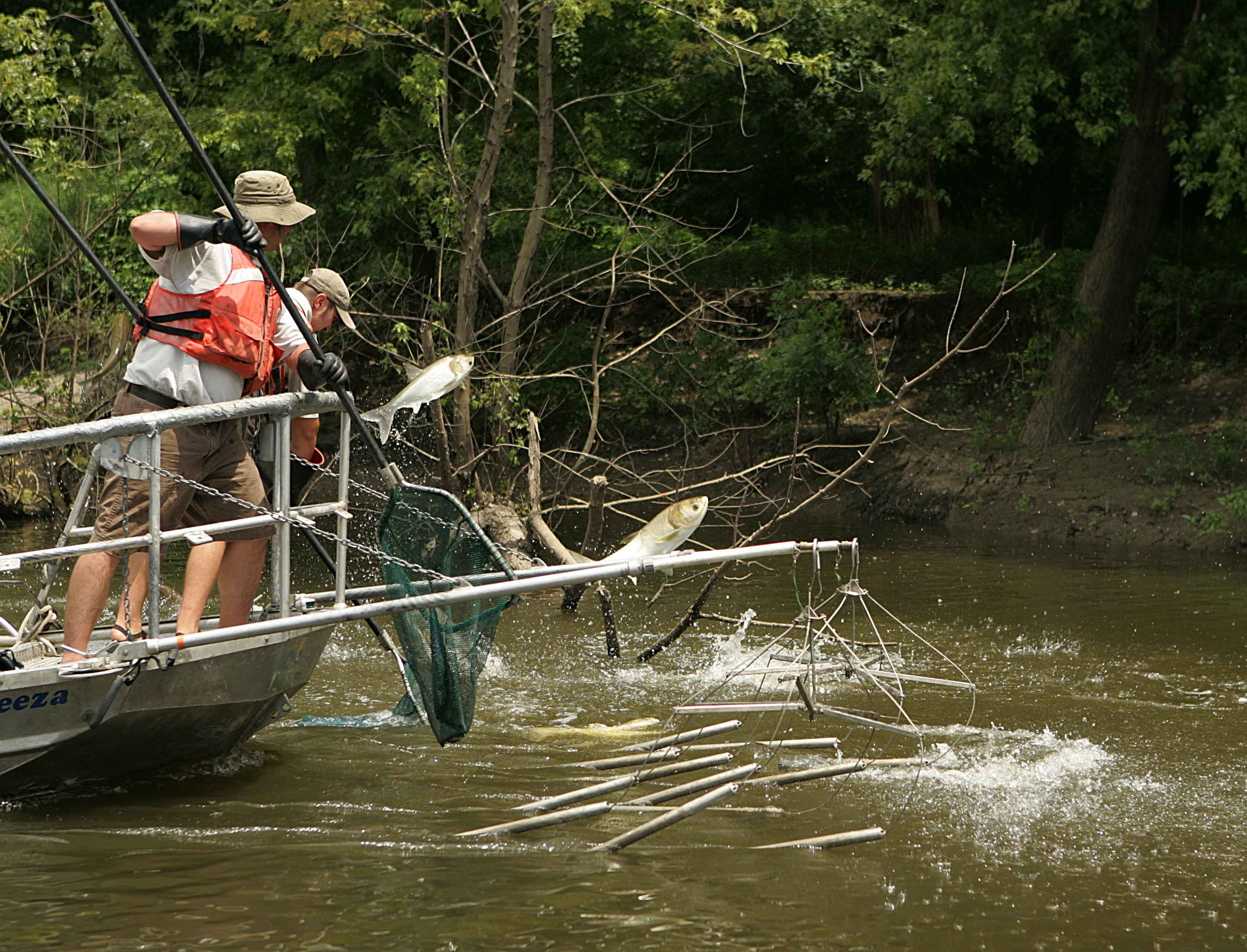
Bắt cá mè châu Á bằng chích điện trên ghe

Đánh cá bằng xung điện hay còn gọi là đánh cá bằng chích điện hay còn gọi là chích cá hay xiệt cá (theo phương ngữ Nam Bộ) là hoạt động đánh cá thông qua việc sử dụng xung điện gây giật và sốc hàng loạt ở cá dẫn đến cá tê liệt hay cá chết hàng loạt để có thể dễ dàng bắt lấy chúng. Để chích điện bắt cá người ta thả xuống nước hai điện cực cathode và anode cách nhau một khoảng đủ xa, cỡ 2 đến 10 m, rồi bấm công-tắc phóng xung điện mạnh, cỡ 100-500V, để tạo điện trường trong nước. Điện trường này tác động tới cá ở vùng giữa và vùng gần hai điện cực. Thông thường thì chúng bị sốc điện, và nếu điện cực mạnh hoặc phóng kéo dài thì sốc điện có thể làm chúng chết. Phương pháp này thường chỉ áp dụng đối với các vùng nước ngọt ở sông, hồ, ao, lạch, kênh có diện tích nhỏ . 
Đánh cá bằng chích điện là kiểu đánh cá phổ biến ở Việt Nam, tình trạng đánh bắt cá bằng chích điện vẫn được nhiều người dân sử dụng, việc này khá phổ biến trên các cánh đồng, dưới sông, kênh, rạch. Đây là hoạt động nguy hại, làm cạn kiệt nguồn lợi thủy sản tự nhiên và cũng gây ra nguy hiểm cho người sử dụng và những người khác. Điểm khác biệt giữa đánh cá bằng lưới và đánh cá bằng bình châm nằm ở chỗ nếu cá bị đánh lưới, những con cá lớn mắc lưới nhưng cá nhỏ sẽ thoát qua mắt lưới và tiếp tục sinh trưởng, sinh sản. Đánh bằng bình châm thì lớn nhỏ gì cũng không thoát, bắt tuốt cả cá nhỡ cá con, kể cả con non của những loài cá lớn. Cá nhỏ bị châm điện chết trước, nổi lên trước, người ta vớt trước, sau đó cá lớn nổi lên, tiếp tục bị vớt.

## Phương thức

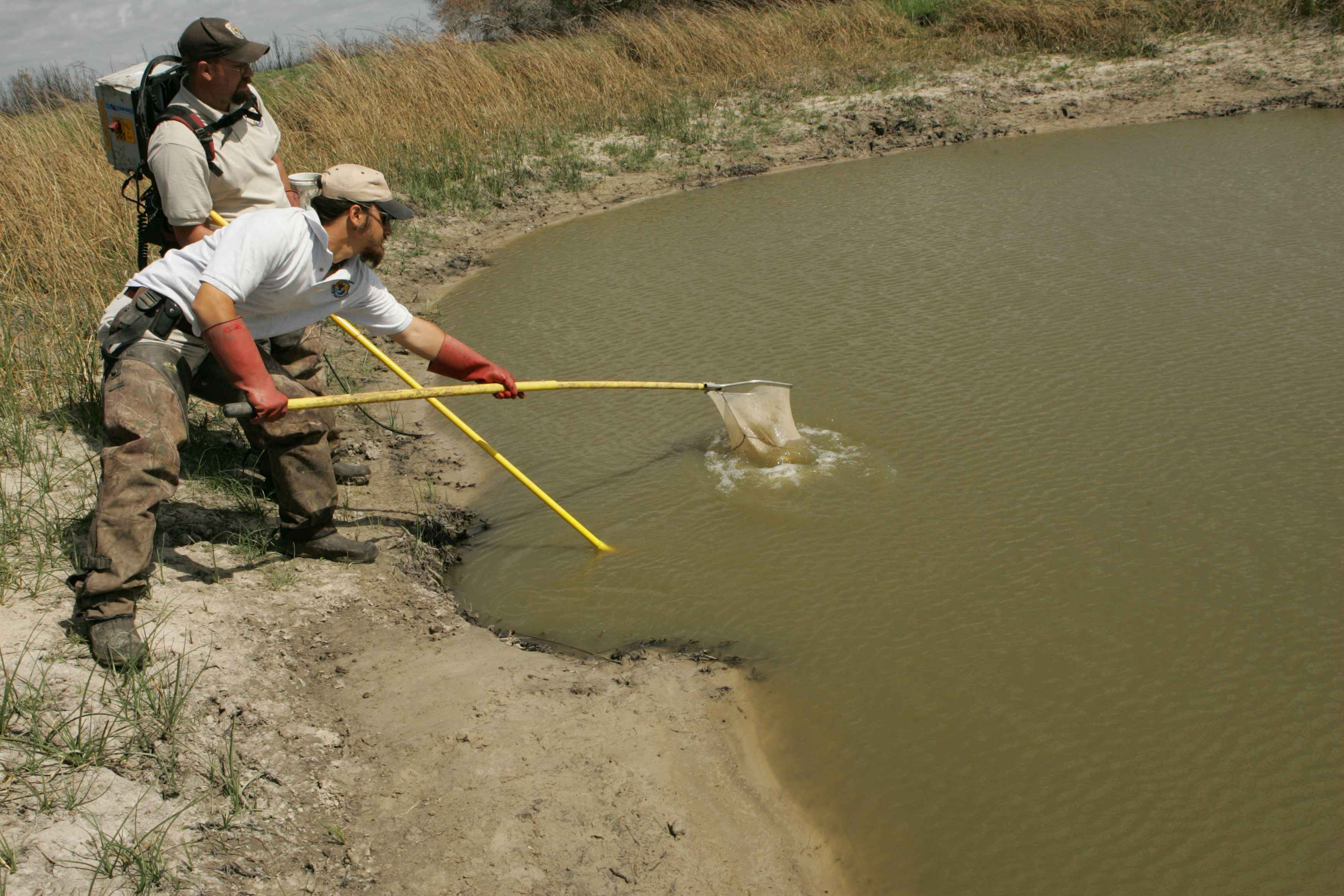
Chích cá trên một cái ao

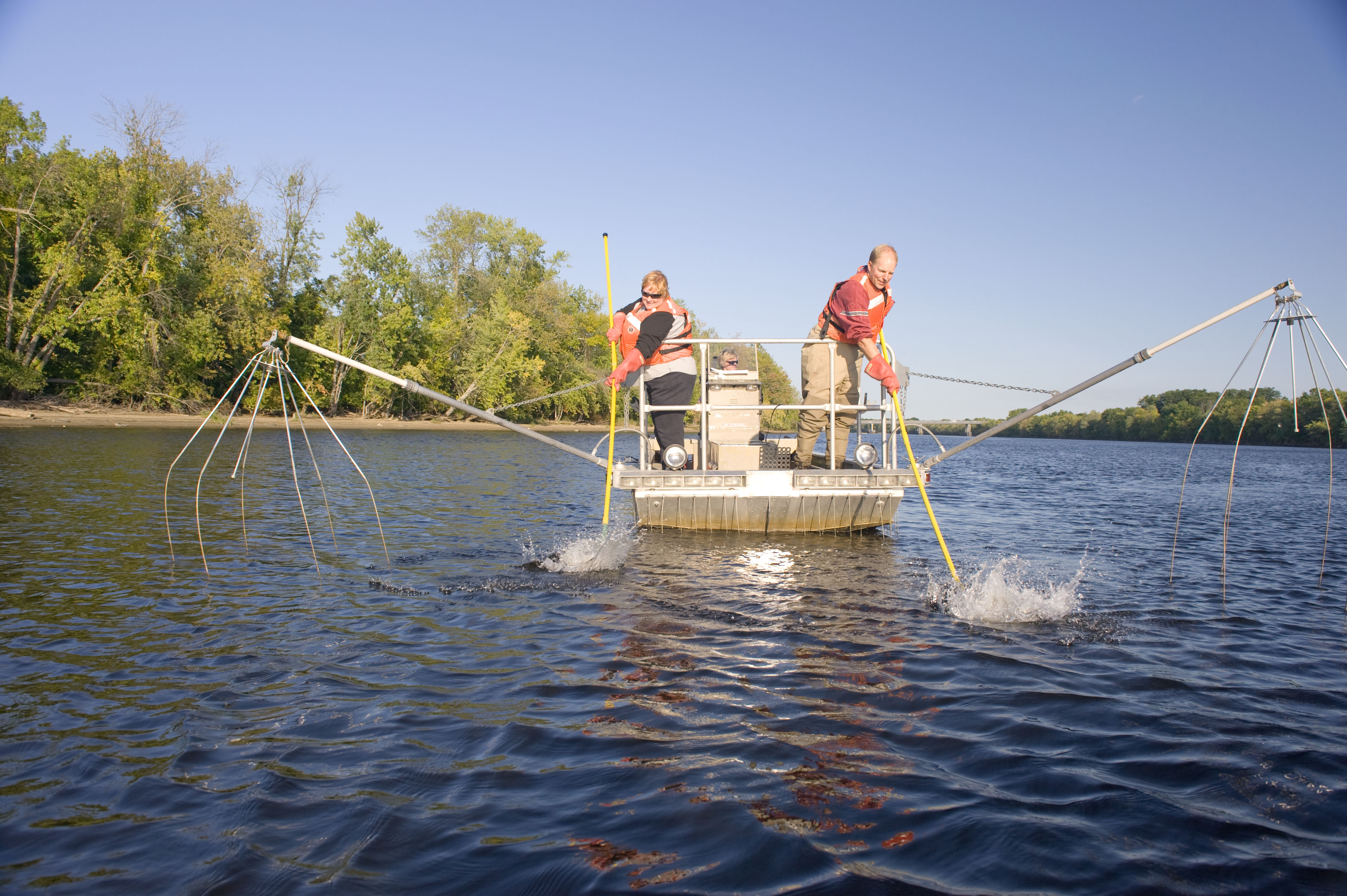
Chích điện bắt cá trên sông để nghiên cứu tại Mỹ. Hai dàn điện cực chưa thả xuống.

Để phát điện vào nước, người ta thả xuống nước hai điện cực cathode và anode cách nhau một khoảng đủ xa, cỡ 2 đến 10 m, nối chúng tới nguồn điện áp cao cỡ 100V đến 500V, qua một công-tắc để chủ động đóng cắt điện.
Các chích điện nhỏ thường được cá nhân dùng ở Việt Nam thì dùng ắc quy 6V hoặc 12V qua bộ kích điện để có nguồn điện áp cao, giống như phiên bản trong vợt điện bắt muỗi, nhưng công suất lớn hơn. Tại ngõ ra của bộ chích này có một tụ điện để trữ điện năng. Khi bấm công-tắc thì điện phóng ra dạng xung và mau chóng bị giảm áp. Khi phóng điện xuống vùng nước thì hầu hết các loài động vật thủy sinh từ to đến nhỏ quanh khu vực đó đều bị điện giật tê liệt. Nếu điện áp đủ cao và công suất phát đủ lớn để xung điện kéo dài thì từ cá con đến cá lớn, tép, cua, tôm, lươn, lịch, rắn có thể chết nổi bụng lên mặt nước.
Những người làm liều, có thể do không có bộ kích điện, đã dùng điện lưới 220V để chích bắt cá trong ao nuôi của mình, và khi bấm công-tắc phát thì xung điện thường kéo dài.
Tại Mỹ thì có thực hiện chích điện trên sông để bắt cá phục vụ nghiên cứu mật độ cá, ví dụ xác định lượng cá mè châu Á, là cá ngoại lai đến từ Trung Quốc và đang ảnh hưởng đến sinh thái tại đó. Bộ chích điện được chế thành thiết bị có độ an toàn cao, điều chỉnh được các tham số điện áp, độ dài xung phóng,... nhắm chọn tham số phù hợp môi trường mà không gây chết cá 
Những người đánh bắt cá bằng xung điện bơi xuồng cặp hai bên bờ sông lúc nước ròng (triều xuống) dùng vợt điện chích cá nổi lên mặt nước, rồi vớt bỏ vô xuồng, dây điện được đấu nối với dây xích ở túi chài, vừa quăng chài, kẹp bình ắc-quy, những con cá cách vùng chài khoảng 1m cũng bị giật nhào vô chài. Không chỉ dùng cần vợt bằng điện, nhiều người còn dùng lưới điện để tận diệt được nhiều cá hơn.
Các chủ ghe cào sử dụng điện từ bình ắc-quy và biến điện lên điện áp cao đấu nối với miệng cào để bắt cá tận đáy kênh, chiếc ghe phía trước có hai chiếc gọng lớn gắn lưới dùng xung điện để bắt cá, loại ghe này tận diệt nhiều cá nhiều hơn so với chích điện bắt bằng vợt. Cả nhóm mấy chiếc ghe quần thảo trên sông Sài Gòn, đến luồng cá, họ tung cần phóng điện xuống. Chỉ chớp mắt, cá lớn, cá nhỏ phơi bụng trắng mặt sông. Ghe này chuyên săn lùng những loài cá da trơn như cá trê, cá lăng thường lặn ở đáy sông, nó chạy đến đâu, các loại cá này nổi lên đến đó, những tay chích cá chỉ cần dùng vợt vớt lên là thu chiến lợi phẩm. 
Chích điện không thực hiện được ở vùng nước mặn, vì độ dẫn điện của nước mặn tốt hơn độ dẫn điện của mô trong cá nên dòng điện không xâm nhập vào cơ thể cá.

## Hậu quả

Chích cá bằng vợt trên một dòng sông

Sử dụng máy kích điện đánh cá khiến môi trường bị ảnh hưởng. Những nơi thường xuyên bị đánh bắt như vậy sẽ không còn loài thủy sinh nào tồn tại. Ở Sài Gòn, chỉ một đoạn sông chỉ vài trăm mét nhưng có hơn chục xuồng bắt cá. Có chỗ vừa có xuồng rà điện xong lại có xuồng khác đến rà tiếp. tình trạng đánh bắt cá bằng xung điện diễn ra công khai, ngang nhiên cả ngày lẫn đêm. Do dòng điện lớn nên mỗi khi dụng cụ xung điện được chọc xuống nước thì từ cá con đến cá lớn, tép, cua, lươn và các vi sinh vật trong vòng bán kính hơn một mét đều bị điện giật chết, nổi bụng lên mặt nước.
Nguy hiểm hơn, nhiều người đi chích điện do bất cẩn, chủ quan đã bị điện giật gây tử vong, hình thức chích điện này rất nguy hiểm tới tính mạng của con người khi sơ suất bị điện giật, không chỉ dùng ghe, mà nhiều người còn lội dọc bờ sông để chích điện, tự gây nguy hiểm đến tính mạng. 

## Tại Việt Nam
Việc chích điện cá đã bị cấm theo luật định nhưng tại những vùng quê vẫn còn những hiện tượng này. 
Tại thành phố Long Xuyên, tuyến sông có nhiều người đánh bắt cá bằng xung điện là đoạn từ cầu Tôn Đức Thắng đến cầu Nguyễn Trung Trực ra tới vàm sông Hậu. Không chỉ dưới sông, các ao hồ và đầm nước hai bên đường cũng là điểm đánh bắt cá của dân xuyệt điện. Các đối tượng thường xuyệt cá buổi trưa hoặc 2 ngày nghỉ cuối tuần. Ở quê, người ta đánh bắt cá chủ yếu để ăn. Còn dân chuyên nghiệp thì sử dụng những chiếc ghe cào điện đánh bắt số lượng lớn để bán . 
Hiện nay trên các con sông, kênh trên địa bàn Sài Gòn nhiều người vẫn đánh bắt cá bằng hình thức chích điện, trên khúc sông thuộc phường Hiệp Bình Chánh, quận Thủ Đức, nhiều người sử dụng điện để đánh bắt cá. Đối tượng là những ngư dân chủ yếu từ các tỉnh khác tới Sài Gòn để đánh bắt cá, những đối tượng này thường chui lủi vào các kênh nhỏ để chích điện bắt cá. Ngoài đánh bắt trên sông Sài Gòn, họ thường xuyên lén lút vào khu vực kênh Nhiêu Lộc-Thị Nghè để đánh bắt cá . 

## Tại Mỹ
Tại nước Mỹ nghề đánh cá được kiểm soát bằng các luật chặt chẽ, người đánh cá phải có giấy phép đánh bắt loại cá xác định với kích thước tối thiểu, những con ngoài số đó thì phải thả ra. Việc chích điện bắt cá chỉ thực hiện trong một số trường hợp, và được cơ quan nhà nước cho phép. Được nêu đến là trong nghiên cứu khoa học đã dùng chích điện để lấy mẫu các quần thể cá để xác định sự phong phú, mật độ và thành phần loài. Sau phóng điện thì dùng vợt bắt các con cá bị sốc nổi lên mặt nước. Khi thực hiện một cách chính xác thì chích điện không gây kết quả có hại lâu dài cho cá, và chúng trở về trạng thái tự nhiên bình thường trong ít nhất là hai phút sau khi bị chích .

## Tại Đức
Tại nước Đức, cũng như ở các nước phát triển khác, đánh cá và dùng điện đánh cá được kiểm soát bằng các điều luật chặt chẽ. Trong lịch sử việc dùng điện đánh cá được phát hiện một cách ngẫu nhiên vào năm 1910, khi đưa điện 110V xuống nước. Các thiết bị phát dòng hoặc xung được chế vào cỡ năm 1948.
Ngày nay nhà nước cấp phép cho chích điện trong các trường hợp dưới đây .
1. Nghiên cứu xác định thành phần cá với mục đích khoa học,
2. Bắt tỉa để kiểm soát thành phần cá,
3. Đánh bắt cá đẻ, bao gồm giống cá nước ngọt, cá hồi biển hoặc cá hồi tước, phục vụ sinh sản của chúng,
4. Xác định mức độ và nguyên nhân gây chết cá,
5. Bắt và chuyển cá ra khỏi vùng bị đe dọa khô hạn, cứu hộ quần thể cá tại các công trình xây dựng,
6. Bắt diệt loại cá trong ao đầm ăn trứng loài lưỡng cư có nguy cơ tuyệt chủng cao.